# Dypsis perrieri
Dypsis perrieri — вид рода Дипсис (Dypsis) семейства Пальмовые (Arecáceae). Вид распространён только на Мадагаскаре. Находится под угрозой уничтожения среды обитания. Произрастает во влажных лесах, на крутых склонах, у водопадов на скалах или в долинах на высотах 150—800 м.